# プライムエンジニアリング
プライムエンジニアリング株式会社は、航空機・自動車の設計、半導体製造装置の製造保守などを主な事業としている企業。東京都新宿区に本社を置く。

## 概要
- 企業名　プライムエンジニアリング株式会社
- 沿革　2001年（平成13年）3月　設立
- 代表者　代表取締役　小関真紀子
- 資本金　5000万円
- 本社所在地　東京都新宿区西新宿1-25-1　新宿センタービル35階

## その他
事業として教育研修事業にも力を入れており、代表的なものとしてサービス安全教育がある。
企業向け、学生向けにオープンスクールを定期的に開催している、